# Hotel Polana
El Hotel Polana es un hotel situado en la avenida Julius Nyerere, n.º 1380 en la ciudad de Maputo, la capital del país africano de Mozambique.
Un majestuoso edificio colonial localizado sobre la bahía de Maputo, fue diseñado en los años 20 por el arquitecto inglés Herbert Baker, continuando hasta hoy, siendo como antes, un símbolo de la ciudad.